# Pierre-Joseph de Toulouse-Lautrec
Pierre-Joseph de Toulouse-Lautrec est un homme politique français né le 26 septembre 1727 à Castres (Tarn) et décédé le 19 novembre 1794 à Hambourg (Allemagne).
Militaire de carrière, il prend part à la guerre de Sept Ans et devient maréchal de camp. Il est député de la noblesse aux états généraux de 1789 pour la sénéchaussée de Castres, et siège à droite, se montrant hostile à la Révolution. Il émigre en 1791 et entre au service de Catherine II.

## Sources
- « Pierre-Joseph de Toulouse-Lautrec », dans Adolphe Robert et Gaston Cougny, Dictionnaire des parlementaires français, Edgar Bourloton, 1889-1891 [détail de l’édition]